# Солнцестояние (фильм, 2008)
«Солнцестояние» (англ. Solstice) — американский фильм от режиссёра Дэниела Мирика.

## Сюжет
Меган отправляется вместе с друзьями в родительский загородный дом, чтобы развеяться и прийти в себя после того, как её сестра-близнец Софи покончила с собой. По дороге они заезжают в придорожный магазин. Там Меган просматривает мистический журнал, в котором написано о празднике летнего солнцестояния.
Вскоре после приезда с Меган начинают происходить странные события: ей постоянно снятся кошмары, она видит движущиеся тени в пустой комнате, а также всё время находит ключи своей сестры, несмотря на то, что она их упаковала как и другие вещи Софи.
Во время пробежки она попадает в болото, затем встречает соседа Леонарда, который живёт неподалёку от их дома. В его фургоне она обнаруживает шляпу, похожую на шляпу Софи. Проникнув в дом Леонарда, она находит заметки в газете о пропавшей девочке по имени Малин.
Вернувшись в свой дом, Меган рассказывает Нику, местному парню, работающему в придорожном магазинчике, которого пригласили на ужин в ночь перед днём солнцестояния, о ключах Софи. Ник считает, что это дух Софи, который пытается выйти с сестрой на контакт, ведь в солнцестояние грань между человеческим миром и миром духов особенно тонка. Ник вместе с остальными ребятами на озере вызывает дух, который утаскивает Меган под воду. Когда Меган приводили в чувства, она увидела видение и теперь понимает, что это дух Малин, а не Софи.
Меган идёт к руинам, которые нашла во время пробежки, где откапывает труп Малин и понимает, что ключи Софи принадлежат велосипеду Малин, закопанному там же. Она вызывает полицию.
Кристиан, один из друзей Меган и бывший парень Софи, признаётся, что в прошлом году они сбили девочку на дороге и закопали в лесу, чтобы скрыть преступление. Таким образом, Софи покончила с собой из-за чувства вины.
Появляется призрак Малин и Кристиан выбегает на дорогу, где его сбивает полицейская машина. Позже Меган оставляет ключи Малин у двери дома Леонарда, который был её дедом.

## В ролях
- Элизабет Арнуа — Меган / Софи
- Шон Эшмор — Кристиан
- Хилари Бертон — Алиса
- Аманда Сейфрид — Зои
- Тайлер Хеклин — Ник
- Мэтью О’Лири — Марк
- Рональд Ли Эрми — Леонард
- Дженна Хилдебранд — Малин